# Чёрный легион (Хорватия)
«Чёрный легион» (хорв. «Crna legija») — соединение, сформированное в НГХ в составе Усташского воинства к сентябрю 1941 года из хорватов и мусульман Восточной Боснии. «Чёрным легионом» соединение прозвали из-за чёрного цвета униформы, которую носил его личный состав. Первоначально этим названием обозначалась Группа батальонов «Францетич» (хорв. Skupina bojni «Francetić»), образованная 15 сентября 1941 года из Командования группы усташских сотен «Сараево», созданной 1 июля 1941 во главе с капитаном ПТБ (хорв. satnik P.T.B. — ПТБ) Юре Францетичем. В середине 1942 года группу переименовали в 1-ю усташскую оперативную бригаду (хорв. I. ustaški stajaći djelatni zdrug). «Чёрный легион» действовал в Восточной Боснии в районе Фочи и Горажде, а затем в Западной Боснии до сентября 1942 года, когда был реформирован и часть его людей влилась в состав образованной 5-й усташской оперативной бригады, возглавленной Рафаэлем Бобаном. С этого времени и до конца войны прозвище «Чёрный легион» объединяло 1-ю и 5-ю усташские бригады.
«Чёрный легион» был наиболее боеспособной частью Усташского воинства. Тем не менее он известен зверствами против сербов в Восточной Боснии. Согласно историку Олегу Романько, легион являлся «самой одиозной» частью хорватских вооружённых сил», а некоторые исследователи считают его самым жестоким формированием за всю историю Второй мировой войны. Вместе с тем двое самых выдающихся командиров «Чёрного легиона» — Юре Францетич и Рафаэль Бобан — «стали и остаются популярными в Хорватии по сей день благодаря своим военным заслугам (или преступлениям против сербов)».

## Предыстория
В результате поражения в Апрельской войне Югославия была оккупирована войсками Германии, Италии и Венгрии. Югославское государство было ликвидировано, а на разделённых территориях оккупанты установили собственные политические режимы. Одним из них было так называемое Независимое государство Хорватия (НГХ), представлявшее собой, по сути, квислинговское образование, возглавляемое усташами и являвшееся частью оккупационной системы.
По итогам раздела югославских земель в состав НГХ включили помимо самой Хорватии Боснию и Герцеговину, а также Срем. При этом территория НГХ была поделена на немецкую (северо-восточную) и итальянскую (юго-западную) зоны военного контроля. Политика правивших в НГХ усташей была нацелена на построение этнического хорватского государства, в то время как хорваты представляли в нём немногим больше половины всего населения. Главным препятствием на пути достижения этой цели рассматривались сербы, составлявшие почти треть из более чем 6 млн жителей страны. Сразу после прихода усташей к власти начались активные антисербские действия: депортации, дискриминация, преследование и угрозы жизни сербского населения, вынуждающие его спасаться бегством из страны. С конца весны — начала лета 1941 года проводилась пропагандистская кампания, изображавшая сербов врагами хорватского народа. Были введены ограничения на их передвижение, место жительства, а также имущественные права. Практиковалось увольнение сербов со службы. Была запрещена кириллица, «сербско-православная вера» переименована в «греко-восточную». Оказывалось давление (в том числе законодательное) на православных для принуждения их к переходу в католическую веру. С конца апреля 1941 года вооружёнными группами усташей осуществлялись массовые убийства сербов в местах их компактного проживания.
Усташская власть, по оценке историка Леонида Гибианского, представляла собой «радикально-националистический режим с сильнейшими тоталитарными чертами». НГХ было организовано как вождистское государство, без разделения властей, а преследование нежелательных групп населения было узаконено законом о защите народа и государства от 17 апреля 1941 года (хорв. Zakonska odredba od 17. travnja 1941. za odbranu naroda i države). Опорой тирании Павелича было Усташское воинство, Хорватское домобранство (регулярная армия), служба безопасности — Усташская надзорная служба (УНС), полиция (хорв. Redarstvena Straža), жандармерия (хорв. Hrvatsko Oružnistvo), специальные суды и более 20 концентрационных лагерей.
Понимая важность Боснии и Герцеговины для новообразованного государства, политическое руководство НГХ направило туда несколько видных усташей с задачей как можно теснее идеологически и политически связать эту территорию с государственным центром. Среди них важнейшая роль отводилась Юре Францетичу, назначенному Главным усташским станом (ГУС) главным усташским уполномоченным (хорв. povjerenik) в Боснии и Герцеговине. Францетичу и подчинённым ему уполномоченным ставилась задача создания партийной структуры (в общинах — таборы (хорв. tabor), районах — логоры (хорв. logor) и больших жупаниях (области) — стожеры (хорв. stožer)), возглавляемой преданными усташской программе людьми и служащей целям этнической гомогенизации Боснии и Герцеговины, исходя из новой догмы, что боснийские мусульмане — это хорваты. Другой задачей уполномоченных было формирование усташских вооружённых отрядов. Эти формирования сразу начали террор против сербов. На восточной границе Боснии и Герцеговины с Сербией и Черногорией усташи делали ставку на традицию религиозной ненависти между мусульманами и сербами и стремились использовать межнациональную вражду для укрепления восточной границы НГХ путём уничтожения сербского населения.

## Террор усташей против сербов Боснии. Сербский ответ
Истребление сербов в Боснии началось в местах, где мусульманское население составляло большинство. С мая фиксировались групповые казни сербов в Боснийской Краине в районах Бихача, Цазина, Босанска-Крупы, Босански-Нови, Приедора, Сански-Моста и Ключа. Уже в июне жестокое преследование и физическое уничтожение сербского населения происходило во многих районах. Всем видам насилия подвергались сербы в Восточной Боснии. Главную роль в организации террора осуществляли уполномоченные Павелича Юре Францетич, католический священник Божидар Брало (Сараево) и профессор Хакия Хаджич (Тузла). Антисербская пропаганда усташей имела определённый успех среди мусульманского и хорватского населения региона. Чтобы деморализовать и дезорганизовать сербов, нападениям подвергались православные священники, более богатые граждане и интеллигенция. Формы геноцида сербов в Восточной Боснии приобрели летом 1941 года широкий размах в районах Бирача, Власеницы, Зворника, Вишеграда, Биелины, вокруг Сараева, Фочи и Горажде. При этом выделялись подразделения усташского батальона под командованием Францетича. 23 июля 1941 года управление усташской полиции НГХ отдало распоряжение большим жупаниям и возглавляемой Францетичем усташской комиссии Боснии и Герцеговины начать аресты и отправку евреев, сербов и коммунистов в концентрационный лагерь в Госпиче. Наряду с этим усташский уполномоченный в Баня-Луке Виктор Гутич объявил о своей программе ликвидации всего сербского населения старше 15 лет и размещении сербских детей в монастырях, чтобы там делать из них «добрых католиков». При этом физическое истребление сербов именовалось местью хорватов за 20-летнее притеснение в великосербском государстве и насилие четников в конце Апрельской войны.
Сербам, подвергнутым угрозе физического уничтожения, оставался только один выход — вооружённое сопротивление и восстание против усташского режима. Однако на сопротивление сербских крестьян усташи отреагировали жестокими репрессиями. Усташский террор продолжился, что побудило сербскую сторону, в первую очередь четников, а также и ряд членов партизанских отрядов мстить так называемым туркам (боснийским мусульманам), потому что антитурецкая традиция прочно засела в сознание сербского крестьянства, составлявшего основной элемент повстанческого движения, независимо от его политической и религиозной окраски. Антисербский террор усташей особенно усилился после нападения Германии на СССР. Однако он также служил стимулом для сербского Сопротивления геноцидному подавлению.

## Формирование, организация и командиры
Предтечей «Чёрного легиона» был подготовительный батальон Сараевского усташского стожера (хорв. Pripremna bojna Ustaškog stožera Sarajevo), сформированный в мае — июне 1941 года и насчитывавший 800 человек в составе 6 сотен/рот (хорв. satnija). Его сперва возглавлял усташский поручник (лейтенант) и сараевский логорник Бечир Локмич, а затем Юре Францетич.
Согласно приказу Главного штаба Усташского воинства от 1 июля 1941 года образовали Командование группы усташских сотен «Сараево», также называлось Восточно-Боснийским легионом (хорв. Zapovjedništvo skupine ustaških satnija Sarajevo («Istočno bosanska legija»)), во главе с капитаном ПТБ Францетичем.

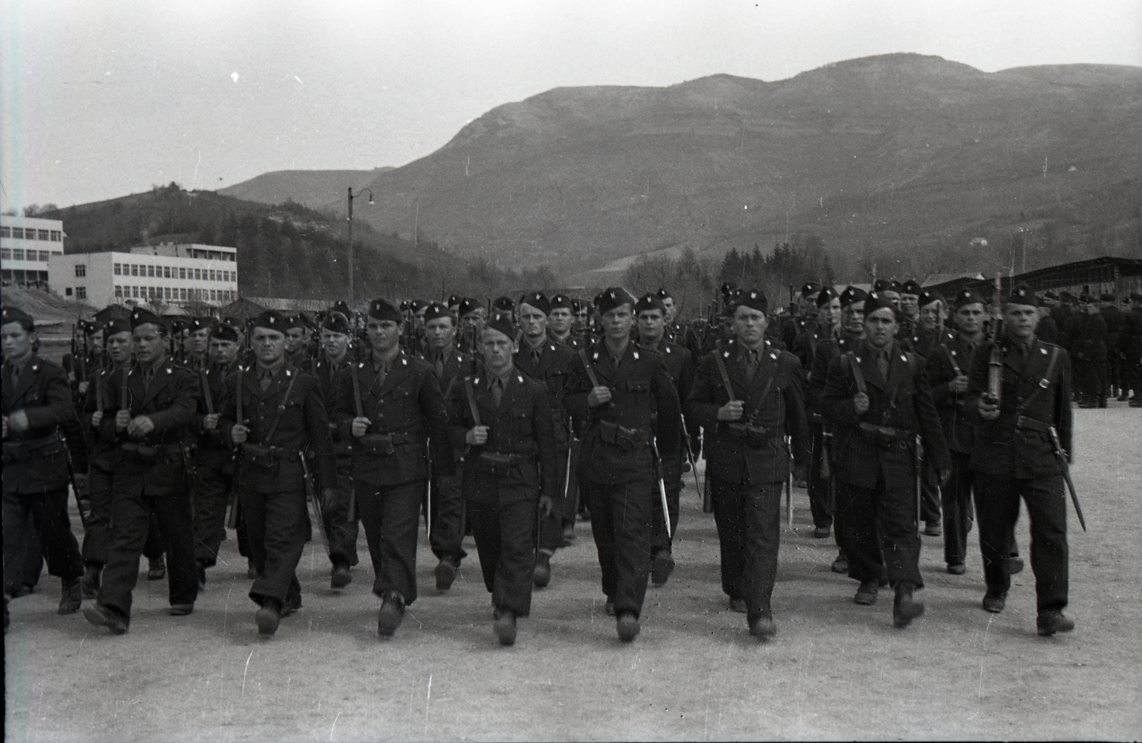
Солдаты «Чёрного легиона» в Кошево, Сараево

Датой основания «Чёрного легиона» считается 15 сентября 1941 года, когда было официально создано Командование оперативными подразделениями усташей в Западной Боснии во главе с полковником ПТБ (хорв. pukovnik) Юраем Рукавиной, взявшим под своё оперативное руководство все усташские подразделения 1-го добровольческого усташского полка и все вновь сформированные усташские подразделения в районе от Баня-Луки до Гламоча. Этим же решением создали Группу батальонов «Францетич» под командованием подполковника ПТБ Юре Францетича и обозначили её как «Чёрный легион» (хорв. Skupina bojni «Francetić» («Crna legija»)). В состав Группы батальонов «Францетич» вошли: 1-й батальон под командованием капитана ПТБ Рафаэля Бобана, 2-й батальон под командованием капитана Франьо Судара, 3-й батальон под командованием капитана Младена Сертича и 4-й — капитана Эдуарда Кршуля. В начале марта 1942 года в «Чёрном легионе» было 1200 человек.
В условиях расширения и усиления Сопротивления усташскому режиму хорватское домобранство с его статической структурой не справлялось с задачами ведения контрпартизанской войны. Из-за этого командование домобранства начало сводить подразделения во временные оперативные отряды по аналогии с немецкими боевыми группами, назвав их здругами (хорв. zdrug, в русскоязычной литературе — бригада). В свою очередь приказом Усташского воинства от 23 июля 1942 года Группа батальонов «Францетич» была переименована в 1-ю оперативную бригаду под командованием теперь уже полковника ПТБ Францетича. С назначением Францетича 25 августа 1942 года Командующим оперативными частями Усташского воинства бригадой короткое время руководил усташский полковник Иван Стипкович, а после его гибели 30 августа командиром назначили майора Милана Шулентича (также погиб от партизанской засады 3 сентября 1943 года. После него бригаду возглавил усташский майор Франьо Судар, вскоре повышенный в звании до подполковника). Вскоре бригада включала 1-й, 2-й, 3-й, 17-й, 20-й, 21-й, 22-й, 24-й, 27-й, 28-й и 29-й оперативные батальоны, рассредоточенные в Восточной Боснии и Западной Герцеговине, а также 3 батальона в Сараеве: гарнизонный, запасный и рабочий.

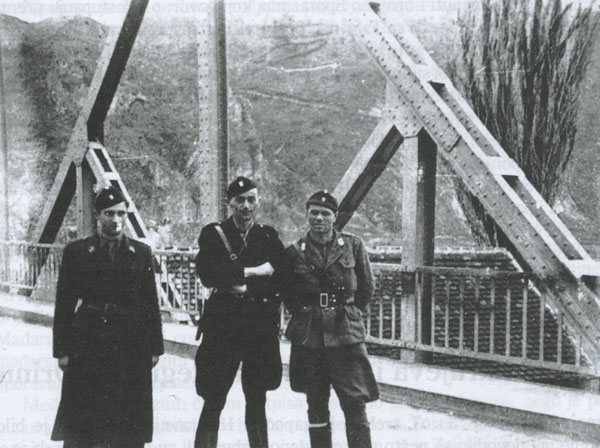
Юре Францетич (в центре) и Рафаэль Бобан (справа) на мосту через Дрину, 1942 год

По приказу Главного штаба Усташского воинства от 20 сентября 1942 года в срок до 1 октября 1942 года было проведено формирование 5-й оперативной бригады во главе с подполковником ПТБ Рафаэлем Бобаном. Штаб бригады располагался в Бугойно. В состав 5-й бригады вошла бронированная сотня и все оперативные батальоны, действующие на западе Боснии и Герцеговины: 1-й оперативный батальон («батальон Бобана», Бугойно), 7-й оперативный батальон (Ливно), 17-й оперативный батальон (Яйце), 20-й оперативный батальон (Бугойно) и 26-й оперативный батальон (Любушки).

### Комментарии
1. ↑  У историка Олега Романько эта особая воинская организация усташского движения называется Усташская войница[2].
2. ↑  Также неофициально называлась Сараевской усташской бригадой и Усташской бригадой «Сараево» (хорв. Sarajevski ustaški zdrug ili Ustaški zdrug Sarajevo)[3], или Сараевским усташским полком (хорв. Sarajevska ustaška pukovnija)[4].
3. ↑  Историк Олег Романько пишет, что «Чёрный легион» — это 1-й усташский полк, сформированный в Сараеве в сентябре 1941 года[1]. Вместе с тем историк Боян Димитриевич сообщает, что 1-й усташский полк был самой ранней усташской частью. Его название появилось впервые в документах 10 мая 1941 года, а основой для формирования послужил Загребский подготовительный батальон (хорв. pripremna bojna)[5].
4. ↑  Квислинг/квислинги — термин (имя нарицательное), происходящий от имени норвежского политика В. А. Квислинга, синоним коллаборациониста, обозначающий лиц, сотрудничавших с немецкими и итальянскими оккупационными войсками во Второй мировой войне. Как правило, член правительства страны, сотрудничающей с оккупационной державой. Известными квислингами были: маршал Ф. Петен, Й. Антонеску, Йозеф Тисо, П. Лаваль, А. Павелич, М. Недич, Л. Рупник и др.[16].
5. ↑  Здесь могли размещаться войска, соответственно, Германии или Италии[18].
6. ↑  Историк Давор Мариян[хорв.] пишет, что после Второй мировой войны в эмигрантских кругах распространяли неверную информацию о создании «Чёрного легиона» усташем Бечиром Локмичем. Мариян указывает: «Это утверждение не имеет под собой никаких оснований в современных источниках, но его всё ещё можно найти в современной литературе. Это утверждение, вероятно, является результатом необходимости поддерживать иллюзию того, что мусульмане были частью хорватского национального корпуса, или полного незнания истории „Чёрного легиона“. Бечир Локмич, усташский поручник, командир 3-й роты 1-го усташского батальона, был убит 18 июля 1942 года в районе Дони-Вакуфа». Он был логорником усташской окружной организации, где основали «Чёрный легион». Смерть и захоронение Локмича зафиксированы в сараевской прессе[31].